# Snäckmurarbi
Snäckmurarbi (Osmia bicolor) är ett solitärt bi i familjen buksamlarbin som fått sitt svenska trivialnamn på grund av honans vana att inrätta larvbona i gamla snäckskal.

## Utseende
Huvud och mellankropp är svarta, medan bakkroppen har rödbrun päls. Arten har en robust kroppsform som får den att likna en humla. Kroppslängden uppgår till 8 till 10 mm.

## Ekologi
Snäckmurarbiet förekommer på kalkrika gräs- och skogsmarker som häckar, skogsbryn, trädesåkrar och parker. I Alperna kan det gå upp till 2 000 m.
Arten är mycket tidig; hanarna kan i undantagsfall börja flyga redan i februari. Mer normalt varar flygperioden från mitten av mars till juni/juli. Hanarna är dock mycket kortlivade. Arten är ingen födospecialist, utan besöker blommande växter från flera familjer som viveväxter, kransblommiga växter, korgblommiga växter, rosväxter och liljeväxter.
Som nämns ovan bygger honan sina larvbon i tomma snäckskal; även hanen drar emellertid nytta av sådana, i sitt fall som skydd under dåligt väder.

### Fortplantning
Honan inrättar sina larvbon i tomma snäckskal, med 4 till 5 celler i varje, beroende på storlek. Cellmellanväggarna och proppen i ingången består av tuggat löv. Innanför ingångsproppen finns ett skikt av tuggat löv blandat med små skalbitar, små jordpartiklar och dylikt. Det färdiga boet täcks med löv och gräs. Avkomman övervintrar som fullbildad insekt i puppkokongen.

## Utbredning
Snäckmurarbiet förekommer i större delen av södra och mellersta Europa från Spanien till södra England, södra Wales och södra Fennoskandien, samt österut till före detta Jugoslavien och Rumänien. Endast ett fynd har gjorts i Finland. I Sverige är biet däremot reproducerande och betecknas som livskraftigt.